# Arthur Rimbaud
Jean Nicolas Arthur Rimbaud ([artír rembó], francosko [aʁtyʁ ʁɛ̃ˈbo]), francoski pesnik, * 20. oktober 1854, Charleville, Ardennes, Francija, † 10. november 1891, Marseille.

## Življenjepis
Arthur Rimbaud se je rodil v družini častnika. Komaj petnajstleten je pobegnil od doma, prišel v Pariz, se seznanil s P. Verlainom in z njim odšel v Belgijo in Anglijo. Leta 1873 ga je Verlaine v prepiru s streli iz pištole ranil. Leta 1874 se je vrnil v Pariz, nato pa predal potepuškemu življenju, ki ga je vodilo leta 1875 v Nemčijo, Švico in Italijo, 1876 v Indonezijo, kamor je odšel kot nizozemski vojak, potem spet v Nemčijo in Avstrijo, 1878 na Ciper, 1880 v Egipt in Aden, nato pa za vrsto let v Abesinijo, kjer je bil trgovec s kavo, sužnji in orožjem. Leta 1891 se je moral vrniti v domovino, kjer so mu amputirali nogo. Rimbaud je živel razuzdano življenje in imel nemirno dušo, potoval je po treh celinah, preden je zaradi raka prezgodaj umrl, manj kot mesec po svojem 37. rojstnem dnevu.
Bil je del dekadentnega gibanja. Njegov vpliv na sodobno književnost, glasbo in umetnost je obsežen in trajen.
Svoja najboljša dela je ustvaril že v poznih najstniških letih – Victor Hugo ga je v tistem času opisal kot Shakespeara v plenicah (L'enfant Shakespeare) – in je kreativno pisanje opustil, preden je dopolnil 21 let. Do konca življenja je ostal plodovit pisec pisem. 

## Dela
- Obdobje v peklu (Une saison en enfer, 1873), psihološka avtobiografija
- Pesmi (okoli 1869-1873)
- Pijani čoln (Le bateau ivre, 1871; slovenski prevod 1984)
- Iluminacije (Les Illuminations ,1874)
- Pisma (1870-1891)
- Le Soleil Était Encore Chaud (1866)
- Evangelske proze (1872)